# Steve Renner
Steve Renner (* 2. Juni 1984) ist ein deutscher Biathlet.
Steve Renner lebt in Altenberg und startet für den SSV Altenberg. Der Zolloberwachtmeister lief erst Alpinski und betrieb Skilanglauf und Fußball, bevor er im Alter von 12 Jahren mit Biathlon begann. Mit 16 rückte er schon in den deutschen C-Kader auf. Renner war ein erfolgreicher Juniorensportler. Seine erste Junioren-Weltmeisterschaft lief er 2003 in Kościelisko und gewann an der Seite von Hans-Jörg Reuter, Norbert Schiller und Michael Rösch hinter der russischen Staffel die Silbermedaille. Bestes Ergebnis in einem Einzelrennen war Rang 16 im Sprint. Besonders erfolgreich verlief die Saison 2003/04 im Junioren-Europacup. Renner gewann vier Rennen und kam weitere dreimal auf das Podest. Die gute Form konnte er in Haute-Maurienne bei den Junioren-Weltmeisterschaften 2004 nur teilweise bestätigen. Im Einzel wurde er Elfter, Achter im Sprint und Fünfter im Verfolgungsrennen. Neben Reuter, Rösch und Christoph Knie gewann er aber Gold im Staffelrennen. Im Europacup der Junioren schaffte Reuter in der anschließenden Saison erneut zwei Siege und vier weitere Podestplätze. Die Junioren-WM 2005 in Kontiolahti wurde zugleich Renners letzte. Im Einzel wurde er nur 25., aber mit der Staffel um Schiller, Knie und Jens Zimmer gewann er erneut Staffelgold. Auf nationaler Ebene gewann Renner 2003 und 2004 die deutschen Juniorenmeisterschaften mit der Staffel Sachsens.
Seit der Saison 2005/06 läuft Reuter bei den Senioren im Biathlon-Europacup. Wurde er in seinem ersten Rennen, einem Einzel in Obertilliach noch nur 45., konnte er seine Leistungen schnell stabilisieren und lief an selber Stelle eine Woche später in einem Verfolgungsrennen als Siebter schon unter die besten Zehn. Nur kurz darauf gewann er mit einem Verfolger in Altenberg erstmals ein Europacup-Rennen. In Ridnaun folgte ein Sieg mit der deutschen Staffel, mit der er in Osrblie 2008 Zweiter wurde. Bei den schlechten Biathlon-Europameisterschaften 2006 in Langdorf war Renners bestes Resultat ein 19. Platz im Einzel, Sprint- und Verfolgungsrennen waren misslungen. Selbst mit der Staffel belegte Renner nur Rang sieben. Zweimal wurde er 2006 im Biathlon-Weltcup in Antholz eingesetzt und belegte die Plätze 49 im Sprint und 37 in der Verfolgung. Bei den deutschen Meisterschaften 2007 in Ruhpolding wurde er mit der sächsischen Staffel Zweiter.

## Biathlon-Weltcup-Platzierungen
| Platzierung                    | Einzel | Sprint | Verfolgung | Massenstart | Staffel | Gesamt |
| ------------------------------ | ------ | ------ | ---------- | ----------- | ------- | ------ |
| 1. Platz                       |        |        |            |             |         |        |
| 2. Platz                       |        |        |            |             |         |        |
| 3. Platz                       |        |        |            |             |         |        |
| Top 10                         |        |        |            |             |         |        |
| Punkteränge                    |        |        |            |             |         |        |
| Starts                         |        | 1      | 1          |             |         | 2      |
| Stand: nach der Saison 2008/09 |        |        |            |             |         |        |